# Hamgyeong-do
Hamgyeong-do war eine der acht Provinzen Koreas und lag im Nordosten des Landes. Sie wurde 1413 gegründet und 1896 in Hamgyeongbuk-do und Hamgyeongnam-do geteilt. Ihre Hauptstadt war Hamheung. Hamgyeong grenzte an China im Norden, an das Japanische Meer im Osten, sowie an Pyeongan-do im Süden und Westen.